# Gran Premio di Lugano 2010
Il Gran Premio di Lugano 2010, ventottesima edizione della corsa, valido come evento dell'UCI Europe Tour 2010 categoria 1.1, fu disputato il 28 febbraio 2010 su un percorso di 142,8 km. Fu vinto dall'italiano Roberto Ferrari al traguardo con il tempo di 3h40'19" alla media di 38,889 km/h.
Alla partenza erano presenti 159 ciclisti di cui 40 portarono a termine il percorso.

## Ordine d'arrivo (Top 10)
| Pos. | Corridore            | Squadra       | Tempo    |
| ---- | -------------------- | ------------- | -------- |
| 1    | Roberto Ferrari      | De Rosa       | 3h40'19" |
| 2    | Jure Kocjan          | Carmiooro     | s.t.     |
| 3    | Giampaolo Cheula     | Footon        | s.t.     |
| 4    | Maxime Bouet         | AG2R La Mond. | s.t.     |
| 5    | Ermanno Capelli      | Footon        | s.t.     |
| 6    | Gianluca Brambilla   | Colnago       | s.t.     |
| 7    | Leonardo Bertagnolli | Androni Gioc. | s.t.     |
| 8    | Matej Gnezda         | Adria Mobil   | a 8"     |
| 9    | Kristjan Fajt        | Adria Mobil   | s.t.     |
| 10   | Iban Mayoz           | Footon        | a 23"    |